# 和歌山県道14号和歌山打田線
和歌山県道14号和歌山打田線（わかやまけんどう14ごう わかやまうちたせん）は、和歌山県和歌山市から同県紀の川市に至る主要地方道（和歌山県道）である。

## 概要
元来は全線が国道24号であったが、2車線であることや、国鉄（現JR西日本）和歌山線と平面交差している（この踏切は岩出駅に近いため、列車到着時や行き違い時には長時間遮断される）ことなどから、激しい渋滞が発生していた。加えて、田井之瀬交差点（和歌山市）から船戸交差点（岩出市）の間(岩出橋)は紀の川南岸の堤防上を通るため、大雨等による紀の川の水位上昇時には全面通行止めとなるほか、そもそもこの橋の立地が洪水の起きやすい場所とされるなど、幹線国道として脆弱であった。
それらの問題点を解消するため、打田町（現紀の川市）黒土（黒土交差点）から和歌山市出島（出島交差点）間に岩出バイパス・和歌山バイパスが建設され、それらの開通をもって旧道は和歌山県に移管し、和歌山県道14号・和歌山打田線となった。
しかしながら岩出橋においては、主要地方道9号・10号・63号から車が合流するボトルネックであったため、和歌山バイパスの４車線化が完了した後においても、岩出橋は昼下がりの非ラッシュ時でさえ渋滞気味という状態が続いた。
これに対処するため和歌山国体を期に4車線化・架け替え工事が行われていたが、近隣住宅での出水などを招いた。その結果、出水被害のリスクの高い季節は工事休止とされ、工事は大幅に遅延することとなった。
2018年7月17日岩出橋の新橋（暫定２車線）利用開始、同11月29日４車線（往復２車線）での供用開始。

### 路線データ
- 実延長：15.790km
- 起点：和歌山市出島（出島交差点＝国道24号・国道24号和歌山バイパス交点）
- 終点：紀の川市黒土（黒土交差点＝国道24号・国道24号岩出バイパス交点）

## 歴史
- 1977年（昭和52年）3月31日 - 和歌山県が一般県道和歌山打田線を認定。
- 1993年（平成5年）5月11日 - 建設省（現・国土交通省）から、一般県道和歌山打田線が和歌山打田線として主要地方道に指定される[3]。
- 1994年（平成6年）4月1日 - 和歌山県が主要地方道14号和歌山打田線を認定。
- 1995年（平成7年）4月1日 - 和歌山市出島～岩出町（当時）宮が一般国道24号から主要地方道和歌山打田線へ降格。

## 地理

### 通過する自治体
- 和歌山県
  - 和歌山市 - 岩出市 - 紀の川市

### 交差する道路
和歌山市

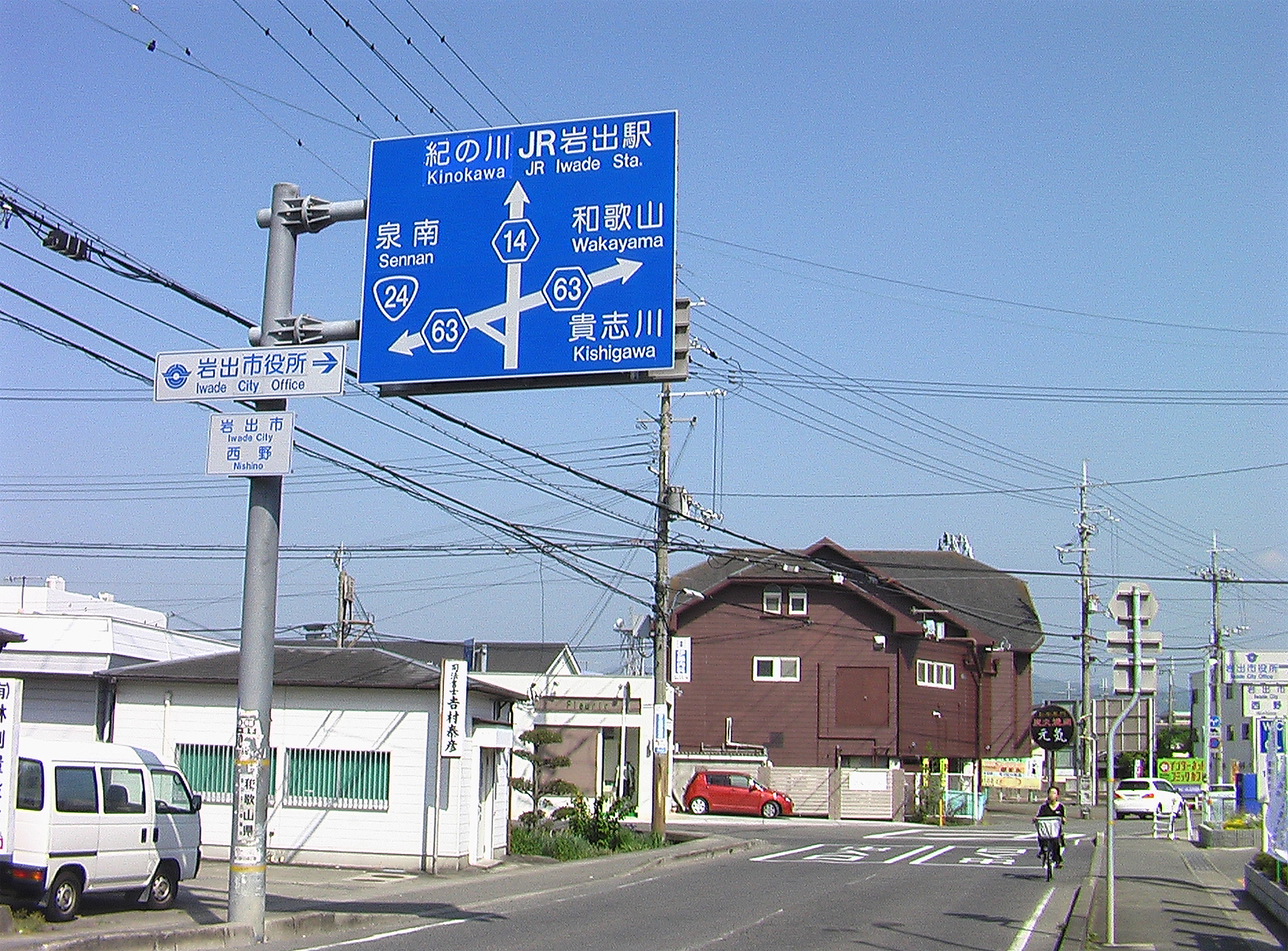
和歌山県道14号和歌山打田線
（和歌山県岩出市内）

- 国道24号・国道24号和歌山バイパス（出島交差点、起点）
- 和歌山県道149号紀伊停車場田井ノ瀬線（和歌山市出島・田井之瀬交差点）
- 和歌山県道144号岩橋栗栖線（和歌山市岩橋・岩橋交差点）
- 和歌山県道64号和歌山貝塚線（和歌山市布施屋・川辺橋南詰交差点）

岩出市
- 和歌山県道10号岩出野上線・和歌山県道132号船戸停車場線（岩出市船戸・船戸交差点）
- 和歌山県道63号泉佐野岩出線（岩出市宮・宮交差点）
- 和歌山県道134号小豆島岩出線（岩出市宮）
- 和歌山県道131号新田広芝岩出停車場線（岩出市高塚）

紀の川市
- 和歌山県道119号中三谷下井阪線・和歌山県道128号桃山下井阪線（紀の川市下井阪）
- 国道424号（紀の川市打田・打田交差点）
- 国道24号・国道24号岩出バイパス（黒土交差点、終点）